# 颱風飛燕 (2001年)
颱風飛燕（英語：Typhoon Chebi，國際編號：0102，聯合颱風警報中心：04W，菲律賓大氣地球物理和天文管理局：Emong）為2001年太平洋颱風季第二個被命名的風暴。「飛燕」一名由韓國提供，是一種常於韓國的春天出現、體積細小、翼長和尾部呈叉形的燕子，它的主要食糧是昆蟲。

## 發展過程
6月19日UTC18時，一熱帶低氣壓在雅浦島西北部海面上生成。該熱帶低氣壓向西北偏西移動。6月20日UTC6時，該熱帶低氣壓增強為熱帶風暴，並命名為飛燕。飛燕於6月21日UTC0時，在菲律賓以東轉為向西北方向移動。UTC12時，飛燕增強為強烈熱帶風暴。6月22日UTC18時，飛燕在台灣南部增強為颱風，稍後北移並通過台灣海峽。飛燕登陸中國福建省福州市福清市沙埔鎮沿海。6月23日UTC12時，飛燕減弱為強烈熱帶風暴。UTC18時，飛燕再減弱為熱帶風暴。6月24日UTC0時，飛燕減弱為熱帶低氣壓。飛燕轉向東北方向移動，UTC12時，飛燕在東海轉化為溫帶氣旋。6月26日UTC0時，完全消散。

## 影響

### 臺灣
當地發佈最高熱帶氣旋警告信號：海上陸上颱風警報
6月22日上午3時，中央氣象局發布海上颱風警報。上午8時10分，中央氣象局發布陸上颱風警報。
6月24日上午5時35分，中央氣象局解除陸上颱風警報。上午8時20分，中央氣象局解除海上颱風警報。

#### 災情
颱風行經臺灣海峽，致使澎湖造成繼1986年颱風韋恩後，最為慘重的災情。南部、東南部部分鐵、公路受損交通中斷。全臺共計14人死亡，16人失蹤。農林漁牧損失約7.4億元。

#### 後續發展
由於台灣並非世界氣象組織颱風委員會成員，而且當時並無委員國提議除名，「飛燕」這個名字並沒有因此而退役。直到2024年同名颱風被英國氣象局要求除名後，「飛燕」這個名字才被永久退役。

### 中国大陆
飛燕在中國福建省福州市福清市沙埔鎮登陆，由于预报不及时，给当地造成了严重生命和财产损失。福州仅发出警报而宁德则根本未发警报所以未组织大规模撤离导致福建省有22个县市246个乡镇342万人受灾，房屋倒塌1.25万间，死亡103人，失踪113人，直接经济损失40多亿。尤其是在福州市平潭縣、罗源縣和连江縣三县损失最为惨重，全省有7千多艘渔船沉没，但是由于存在严重的瞒报漏报现象所以实际死亡人数可能会远大于此。补充说明，由于没有任何台风的预报，而第二天又是端午节，登陆地福清市东瀚镇和沙埔镇的沿海村庄多户渔民出海打鱼和捞海蛎，进入深夜风雨骤强，突然袭来的台风让很多渔民措手不及，很多渔民有去无回,仅平潭县就死亡107人以上。台风还导致多地交通瘫痪，中学取消期末考试，几乎每家每户都遭受了不同程度的损失。2001年飞燕台风给当地人留下了及其深刻的烙印，在那之后尽管台风每年都来，每年都有损失，但是和飞燕台风相比都是微不足道的。
0102号台风“飞燕”于6月23日在福建省福清市沙埔鎮登陆，中心最大风力12级，给福建、浙江、粤东、上海、苏南等地造成大面积严重灾害。
受台风影响，中北部沿海地区阵风超过12级，福州市区陣風更超过31m/s。福建省有26个县市普降暴雨，其中4个县降了大暴雨。
中北部沿海海上水产养殖损失惨重。而后飞燕又在浙江，上海等地带来狂风暴雨。
根据官方数据，飞燕造成122人死亡，但对于此没有人不产生的怀疑，尤其对于经历了飞燕的福建人，更明白现实并不是如此。也许究竟死了多少人，永远都是个谜（民间传说死亡人数在5000人之上）。

### 香港
當地發佈最高熱帶氣旋警告信號： 一號戒備信號
一號戒備信號在六月二十二日晚上11時25分懸掛，當時飛燕位於香港東南偏東約680公里。本地吹和緩北至西北風，海有大浪。飛燕在六月二十三日下午最接近香港，當時它位於香港以東約520公里。香港天文台於下午3時12分錄得最低瞬時海平面氣壓999.8百帕斯卡。隨著飛燕在黃昏時份遠離本港，所有熱帶氣旋警告信號在下午8時25分除下。
在六月二十二日至二十三日，受到飛燕前方下沉空氣的影響，香港日間天氣酷熱及有煙霞。這兩天香港天文台錄得的最高氣溫均達33.2度，是本年以來的最高紀錄。六月二十三日沙田及赤 角錄得的最高氣溫更高達35度以上。酷熱天氣警告在六月二十二日正午時份發出，有效至次日下午4時30分。
在六月二十三日下午，高溫觸發的雷暴於內陸形成並往南移，影響香港東部。在黃昏時份，另一道雷雨區北上並與南下的結合為香港帶來暴雨。荃灣附近的雨勢最大，一度錄得超過100毫米雨量。本港共錄得約30宗水浸報告，但並無任何嚴重損毀。該晚，閃電導致多處停電，消防處共收到42宗涉及升降機故障的求助報告。黃色暴雨警告信號在晚上8時35分發出，有效至翌日上午6時。其後兩三天受活躍西南氣流影響，仍然有大驟雨及雷暴。六月二十七日下午更一度發出紅色暴雨警告信號。

## 熱帶氣旋警告使用紀錄
| 交通部中央氣象局 颱風警報 | 交通部中央氣象局 颱風警報 | 交通部中央氣象局 颱風警報 |
| ------------------------- | ------------------------- | ------------------------- |
| 上一熱帶氣旋              | 海上颱風警報              | 下一熱帶氣旋              |
| 輕度颱風西馬隆            | 海上颱風警報              | 中度颱風尤特              |
| 輕度颱風西馬隆            | 陸上颱風警報              | 中度颱風尤特              |

| 香港天文台 熱帶氣旋警告信號 | 香港天文台 熱帶氣旋警告信號 | 香港天文台 熱帶氣旋警告信號 |
| --------------------------- | --------------------------- | --------------------------- |
| 上一熱帶氣旋                | 一號戒備信號                | 下一熱帶氣旋                |
| 強烈熱帶風暴貝碧嘉          | 一號戒備信號                | 颱風榴槤                    |

## 外部連結
- （日語）http://www.jma.go.jp/ （页面存档备份，存于） 日本氣象廳首頁
- （英文）http://www.usno.navy.mil/JTWC/ （页面存档备份，存于） 聯合颱風警報中心首頁
- （简体中文）https://web.archive.org/web/20120928121548/http://www.nmc.gov.cn/ 中央氣象台首頁
- （繁體中文）http://www.cwb.gov.tw/ （页面存档备份，存于） 中央氣象局首頁
- （繁體中文）http://www.hko.gov.hk/ （页面存档备份，存于） 香港天文台首頁
- （繁體中文）http://www.smg.gov.mo/ （页面存档备份，存于） 澳門地球物理暨氣象局首頁